# Pierre Tack
Pierre Armand Tack (* 18. Dezember 1818 in Kortrijk, Westflandern, Belgien; † 11. April 1910) war ein belgischer Politiker der Katholischen Partei.

## Biografie
Nach dem Schulbesuch studierte er Rechtswissenschaft und war nach Beendigung des Studiums nicht nur als Rechtsanwalt, sondern auch als Brauereiunternehmer in Kortrijk tätig.
Seine nationale politische Laufbahn begann er als Kandidat der Katholischen Partei 1858 mit der erstmaligen Wahl zum Mitglied der Abgeordnetenkammer, in der er fünfzig Jahre bis 1908 ununterbrochen die Interessen des Arrondissements Kortrijk vertrat.
Daneben war er 1867 bis 1870 auch Schöffe (Beigeordneter) der Stadt Kortrijk. Nach einer kurzen Tätigkeit als Finanzminister im Kabinett von Premierminister Jules Joseph d’Anethan 1870 war er von 1872 bis 1907 erneut Schöffe (Beigeordneter) von Kortrijk.
Für seine politischen Verdienste wurde ihm am 9. November 1897 der Ehrentitel eines Staatsministers verliehen.
| Personendaten    | Personendaten                            |
| ---------------- | ---------------------------------------- |
| NAME             | Tack, Pierre                             |
| ALTERNATIVNAMEN  | Tack, Pierre Armand (vollständiger Name) |
| KURZBESCHREIBUNG | belgischer Staatsmann                    |
| GEBURTSDATUM     | 18. Dezember 1818                        |
| GEBURTSORT       | Kortrijk, Westflandern, Belgien          |
| STERBEDATUM      | 11. April 1910                           |